# 大基荸荠
大基荸荠（学名：Heleocharis kamtschatica）为莎草科荸荠属的植物。分布在朝鲜、日本、西伯利亚东部和远东地区以及中国大陆的黑龙江等地，生长于海拔200米至700米的地区，目前尚未由人工引种栽培。

## 异名
- Eleocharis kamtschatica (C. A. Mey.) Kom. f. reducta (Ohwi) Ohwi